# Brunonenburg
Die Brunonenburg ist eine abgegangene hochmittelalterliche Burg des sächsischen Adelsgeschlechts der Brunonen, die am nordöstlichen Rand des Stadtteils Altencelle der niedersächsischen Kreisstadt Celle liegt.

## Geschichte
Der Ort Altencelle erscheint ab 990 als „Kellu“ oder „Uuesterkiellu“ in den Grenzbeschreibungen des Bistums Hildesheim. In einer Chronik aus der Zeit um 1500 wird als Gründer der Burg Celle ein Graf Bruno genannt. Ist dies korrekt, so dürfte es sich dabei um den Grafen Brun I. († 1014) aus dem Geschlecht der Brunonen gehandelt haben. Die bei den archäologischen Ausgrabungen getätigten Funde datieren die Entstehung der Anlage in das 10./11. Jahrhundert und bestätigen somit die Überlieferung. Über die Erbtochter des letzten Brunonen gelangte der Besitz an Lothar von Süpplingenburg und schließlich an die Welfen. 1024 wird die Burg erstmals in der historischen Überlieferung erwähnt. Ihre Bedeutung lag in der Nähe der Aller und ihrer Rolle als um 1150 erstmals erwähnte Zollstätte. In der Teilung des Erbes Heinrichs des Löwen im Jahr 1203 wird Altencelle dem Pfalzgrafen Heinrich zugesprochen. Dessen Frau Agnes diente die Burg als Witwengut, sie wohnte aber im nahe gelegenen Kloster Wienhausen. Celle war Teil des Herzogtums Braunschweig-Lüneburg, das Herzog Otto das Kind nach der Aussöhnung zwischen Staufern und Welfen erhielt. Otto hielt mehrfach Hof in Altencelle, was auf eine entwickelte Infrastruktur schließen lässt. Um die Burg entstand eine Siedlung von Bauern und Fischern. 1249 wird „Kellu“ oder „Tsellis“, der Vorläufer Celles, erstmals als Stadt genannt. 1292 wurden Burg und Stadt nach einer Brandkatastrophe aufgegeben, Herzog Otto der Strenge verlegte Stadt und Burg zum heutigen Celle. Otto überließ den Burgplatz zunächst seinem Bruder Heinrich, der Propst des Cyriakusstiftss zu Braunschweig war, schenkte ihn aber schließlich 1310 der Kalandsbruderschaft. 1318 wurde die Kirche wieder als Kalandskapelle aufgebaut, 1531 aber schließlich abgebrochen.
Eine Amateurgrabung, deren Resultate nicht überliefert sind, erfolgte 1914. Die ersten wissenschaftlichen Ausgrabungen unternahm 1938/39 und 1947 Ernst Sprockhoff. In seinem Bericht heißt es: „Diese Burganlage ist es offenbar, die durch das große Feuer am Ende des 13. Jahrhunderts verbrannt ist. Deutlich waren die Brandspuren überall festzustellen, und im Schutt des Turmes fand sich auch zerschmolzene Bronze.“
Seit 2008 wird Altencelle durch die Universität Göttingen wieder erforscht.

## Beschreibung

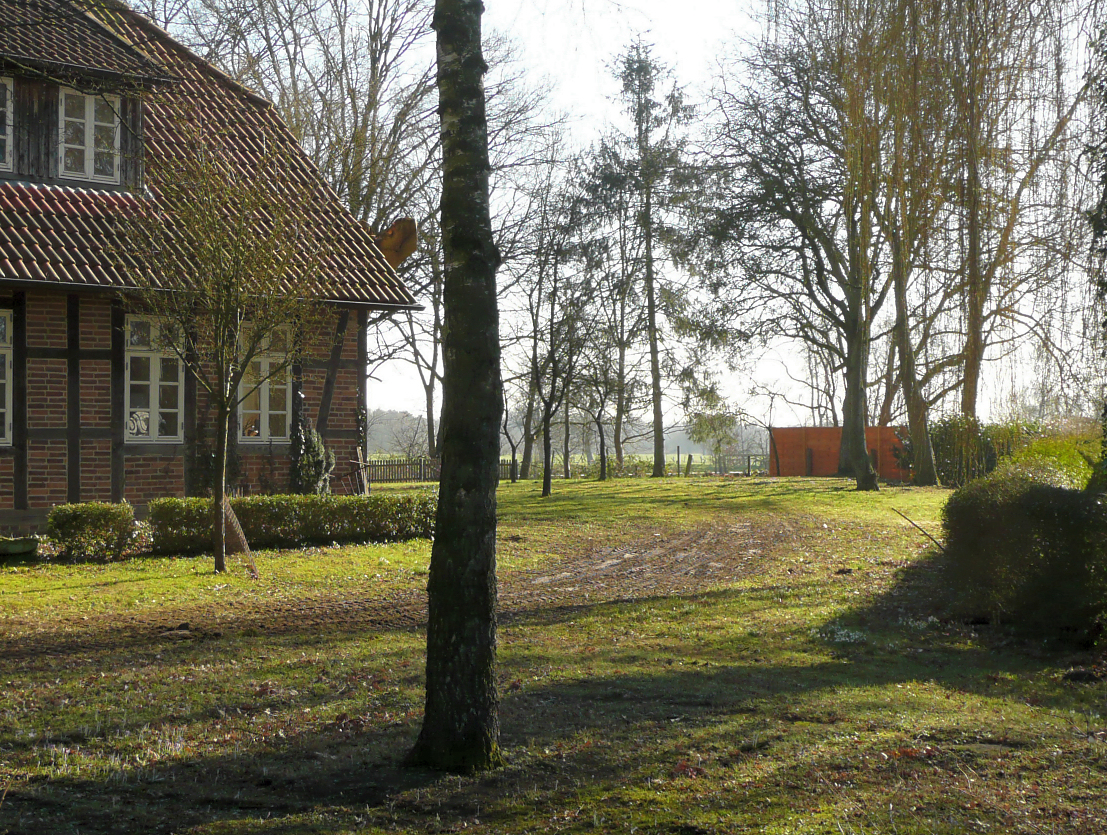
Die flache Erhöhung in der Bildmitte ist ein Rest des äußeren Wallgrabens

Die Brunonenburg bestand aus einer rundlichen Wallanlage. Ein von Ernst Sprockhoff postulierter älterer Wall mit ca. 150 m Durchmesser ließ sich bei den neueren Grabungen nicht bestätigen. Innerhalb des angeblichen Wallverlaufs wurden aber zwei kleine Pfostengebäude aufgedeckt, die aber zu einer Vorburg der zweiten Phase nach Sprockhoff gehören könnten.
Diese zweite Phase nach Sprockhoff bzw. erste sicher nachgewiesene Burganlage besaß die Form eines rundovalen Walls von 60 bis 70 m Durchmesser. Der umgebende Burggraben wies eine Breite von ca. 15 m und eine Tiefe von 2,0 bis 2,5 m auf. Im Nordwesten wurden die Fundamente eines 7 × 11 m großen Bergfrieds aufgedeckt. Bauspuren sprechen für die Existenz einer Warmluftheizung. Außerdem wurde ein wohl dreiphasiger Palas in Pfostenbauweise erfasst, der älter als der Turm ist. Nach dem Abriss des Turms wurde diese Fläche von einem dreischiffigen Hallenbau in Schwellbalkenkostruktion eingenommen. Der Standort der historisch überlieferte Kirche ist noch nicht ermittelt worden.
Heutzutage ist von der Burg nur noch eine kleine Erhöhung und eine vorgelagerte längliche Mulde erhalten. 1835 und 1891 wurde die östliche Hälfte der Anlage abgegraben und zu einem Allerdeich umgestaltet.